# 鄧龍威
鄧龍威（1971年6月19日—），香港永久居民，到目前為止，仍然是菲律賓在囚人士。2000年於菲律賓被控販毒案，被判終身監禁，他一直稱是被菲律賓警察擺道，並把自己在菲律賓獄中經歷寫成《黑獄第5730天》及《黑獄第6330天》兩書。

## 馬尼拉冰毒案
鄧龍威2000年6月19日因失戀去菲律賓散心，找一位在菲律賓賭場做疊碼仔朋友張泰安。7月18日早上，即鄧準備離開之前一日，鄧在馬尼拉唐人街的士上，被兩名便衣警察截停及拘捕。警方指鄧龍威等人在毒品包裝上簽名，等於承認販運八公斤的冰毒。被扣押了11年後，2011年在菲律賓計順市地區法院95號法庭（Quezon City RTC95）審訊，2011年10月26日法庭裁定鄧龍威販毒罪名成立，被判終身監禁。

### 辯方說法
鄧龍威說：「有差人跟我們說，你拿二百萬菲律賓披索出來啦，你會無事，否則好大鑊，但我身上無錢，所以沒有理會警察。」7月18日下午，他和張泰安等八個人，被押往馬尼拉班乃大道一所公寓內。鄧說：「我們入到去單位，其實當時已有三、四個警察在場，我們一進去，警察要我們五分鐘後開門，我開門後，差人拿出搜捕令，叫我在拘捕令簽名。他們搜出冰毒，鋪在枱面上，強迫我們在毒品包裝上簽名，初時我等當然不肯簽，之後佢等用槍指住我等個頭，不簽就會槍殺，我好驚，被逼在八公斤冰毒上簽名，簽完就影一張大合照。」

## 事情發展
2002年7月22日，鄧龍威父親，53歲警長鄧啟仁在葵涌警署五樓廁所內用佩槍吞槍自殺。
2011年，鄧龍威曾申請香港的「$6,000計劃」，遭拒。
2016年，鄧的疊碼仔朋友張泰安在監獄捱不住暴斃，說是死於心臟病發。
2017年，鄧龍威把自己在獄中經歷寫成《黑獄第5730天》一書。2018年鄧再推出新作《黑獄第6330天》，揭露菲律賓監獄內的種種秘聞及潛規則。《黑獄第6330天》獲得2018年的「香港金閲獎」（政經社會書組別）。
2018年，鄧龍威取得當年菲律賓移民局官方入境紀錄，紀錄顯示鄧龍威在2000年6月19日抵達菲律賓，跟菲律賓警方指當年6月1至12日已開始監視鄧龍威有出入。鄧龍威利用新證據於2018年9月5日向菲律賓最高法院上申請終極上訴。。但是，菲律賓入境紀錄同時顯示鄧龍威在2000年4月曾去過菲律賓兩星期，不符合鄧最初說2000年6月是「首次去菲律賓」，鄧解釋稱，該次亦是與疊碼仔張泰安旅遊，是原審辯護律師認為無關於案件，所以沒有公開。
2019年2月18日，鄧龍威兄長鄧龍彪身穿《黑獄第6330天》的黑色T恤，參加渣打馬拉松半馬賽事，彪希望以弟弟的T恤，代表與他同行完成比賽。
2020年9月18日，菲律賓最高法院駁回鄧龍威的終極上訴，維持終身監禁的原判。

## 類似案件
1991年，香港人領隊區永祥被控販毒被判終身監禁，由港督彭定康出面救回香港。
2016年7月，香港四名長洲漁民到達菲律賓，被安排駕駛一隻漁船回中国大陆，但四人一登上船，就被警員拘捕，指控他們製毒罪。協助四名長洲漁民的立法會議員涂謹申說：「第一輪搜查是在一大堆電視台和記者面前搜船，任何東西也搜不到，當時有電視台以為告一段落，突然間在視線範圍以外，在一間房間，警方突然間話搜到毒品，當時是在沒有獨立第三者面前搜到。」